# Occultocytheropteron assimile
Occultocytheropteron assimile is een mosselkreeftjessoort. De wetenschappelijke naam van de soort is voor het eerst geldig gepubliceerd in 1880 door Brady.